# Караша (Дагестан)
Караша́ — село (аул) в Лакському районі Дагестану (Росія). Знаходиться за 8 км від райцентру, на гребені гори висотою 1700 м над рівнем моря.
Відомо, що аул відроджувався на цьому місці два рази. З південного боку села під основами кількох хат можна побачити рештки могил домусульманських захоронень. На північний захід від села, у місцевості Кучахалу є печера з малюнками на каменях прадавніх людей.
Під час повстання 1877 року з села пішли в бій 70 чоловіків (вся дієздатна частина чоловічої статі), додому повернулися троє.
1886 року в селі Караша було 94 двори. В 1914 році проживало 573 осіб, а в 1950-ті роки тут проживало 670 осіб і було 170 дворів.